# 大任町
大任町（おおとうまち）は、福岡県の中央部に位置する町。田川郡に属しており、筑豊を構成する自治体の一つでもある。

## 地理
田川市と隣接する筑豊地方の町で、町域の中心部を南北に彦山川が流れており町域の多くは田川盆地に属する。田川市の経済圏に属しており、北九州都市圏の5％圏域に属する。かつては筑豊炭田の産炭地として栄えていたが、人口の減少により過疎が深刻化している。
- 河川: 彦山川

### 隣接している市町村
- 田川市
- 田川郡香春町・赤村・添田町・川崎町

## 歴史

### 近現代
- 1887年
  - 福田村、元松村、白土村、安永村、成光村、秋永村及び柿原村が合併して、大行事村が発足する。
  - 上今任村、下今任村及び桑原村が合併して、今任原村が発足する。
- 1889年4月1日 - 町村制の施行により、大行事村及び今任原村の区域をもって、大任村が発足する。
- 1960年1月1日 - 町制施行して、大任町となる。

## 行政

### 町長
- 永原譲二（5期目）
- 任期：2025年4月26日

### 町議会
- 定数：11人
- 任期：2023年4月30日

### 選挙区
- 衆議院議員総選挙の小選挙区は福岡県第11区。
- 福岡県議会の選挙区は田川郡選挙区に属す。

### 町政をめぐる事件
町政の場において、重大事件・不祥事がたびたび発生している。
- 1982年9月20日、町水道係長が詐欺容疑で福岡県警に逮捕された[1]。博打で作った借金の返済などに窮したあげく、自らの左手人差し指を斧で故意に第二関節から切断し、総額400万円以上の傷害保険金を詐取した容疑であった[1]。地元では数年前から同じ手口による保険金詐欺事件が相次ぎ、1982年2月から暴力団員や金融業者や主婦など32人が詐欺容疑で逮捕されていた[1]。事件の背景には、借金返済の催促や指の切断を勧告する役、指の切断を実行する役など組織的な役割分担があったと報じられている[1]。
- 1986年10月6日、当時の町長・崎野正規が町長室で執務中、乱入してきた暴漢に射殺された[2]。
- 2002年7月2日に当時の町議会議長が突然銃撃を受け負傷。この町議会議長は翌2003年6月に護身用の拳銃を所持していた疑いが強まり、逮捕される直前に辞職し失踪、指名手配されていた同年12月に出頭し、銃刀法違反で逮捕されている。
- 元町議会議長が覚醒剤所持で逮捕された。
- 2003年8月、最多得票当選の町議が、広域的に活動していた高級車窃盗団の頭領として逮捕された[3]。
- 2005年7月、永原譲二町長の親族が運営する企業組合事務所に複数の火炎瓶が投げ込まれた[4]。
- 町議を含む町政関係者が立て続けに失踪した。
- 2015年6月から約6年半もの間、一般質問が一度も行われなかった。全国町村議会議長会によると、これは全国の町村議会で最も長い[5]。
- 2021年10月8日、衆院選の立候補予定者の広報紙や、永原譲二町長を批判する内容のビラを町内で配布していた町職員の男性に対し、永原が特殊警棒を示し「殺すぞ」と脅す事件が起きた。2022年2月3日、永原は暴力行為等処罰法違反容疑で福岡県警に書類送検された[6][7][8]。
- 2022年3月16日、町議会が6年半ぶりとなる一般質問を実施した。質問したのは2人で、町政に関する項目のみ認められた。2人目の質問者の次谷隆澄副議長が永原が書類送検されたことに言及すると、松下太議長は事前通告がないとして途中で打ち切り、閉会を宣言した[9]。
- 2022年5月4日、永原による先述の事件や独裁的な町政に抗議し、永原のリコールを訴えるデモが次谷らの呼びかけで行われ、約120人が参加した。このデモに対し町は、休日にもかかわらず30人の職員を動員して参加者を撮影したほか、町役場駐車場の使用許可申請を却下するなど妨害した。次谷は抗議運動に関係して、命の危険を感じるような脅迫を受けているという[10]。
- 2021年7月から2023年3月まで、公共工事の入札結果を一切公表していなかった。永原町長によると、もし入札結果を公表した場合、業者に対して「ヤクザがソーメンを1万円で売りに来る」とのことで、「町民を守るため」に、公表していないという[11][12]。これは入札契約適正化法に違反しているため、2022年6月の段階で国土交通省が「犯罪の予防は非公表の理由にはならない」と是正を求め[11][13][14][15]、2022年12月までに、国土交通大臣[16][11]や総務大臣、福岡県知事[16][11][15]から名指しで指摘を受けていた。2023年3月7日、町内の業者の一つと関係があった指定暴力団太州会系の暴力団組長らが暴力行為等処罰法違反容疑で逮捕された直後の3月14日、永原は記者会見で「業者が反社会的勢力の影響を受けない環境が整った」として、入札結果の公表を再開すると発表した[13][14]。ただし、公表の対象は「1年以上在住した大任町民」に限定しており[16]、永原は違法状態だった非公表の措置を「結果的に間違いでなかった」としている[14]。

『週刊文春』によれば、2005年5月の政府財政制度等審議会財政制度分科会の合同部会における渡邉恒雄による『福岡県の田川郡は暴力団の町だ』との発言が生まれた背景にあるのは主にこの町のこうした状況のことであり、この発言はこの町のことを主に指しているとしている。
2017年にはハリウッドの泥棒映画『オーシャンズ11』シリーズをイメージした観光PRパンフレット「ヤバイぜ！おおとう町」を作り、第4回ふるさとパンフレット大賞で優秀賞を受けた。

### 田川地区のごみ処理施設建設に関して
大任町長の永原譲二は、大任町を含む田川地区のごみ処理施設建設事業を行う「田川郡東部環境衛生施設組合」の組合長でもある。この施設の建設費について情報公開が不十分であると指摘する田川市議会議員に、永原はいくつかの抗議を行っている。
- 2022年4月、市議の香月隆一らが情報公開の成り立ちや意義を学ぶ勉強会を開催したところ、永原らが市議に謝罪を要求する文書を送付した。市議は内容について「読んだ瞬間に、強要罪にあたるんじゃないか」と思ったという。また勉強会の講師だった「市民オンブズマン福岡」代表幹事の児嶋研二は「講演の内容について具体的に何も示さずに（中略）クレームをつけてきたのは初めて」「情報公開について考えようという集会自体にクレームをつけるというのは、『表現の自由を保障すべき』という憲法に違反することだ」と語った[20]。

- 2018年には、市議3人が事業内容の詳細を田川市の執行部に質問したところ、大任町の町長である永原らから「私や大任町議会に対する侮辱、人権侵害、印象操作などの発言がある」とする抗議文が届いた。この抗議に田川市議会は事実誤認もあるとして議長名で永原に「反省」を求めた。すると永原は田川市議会を訪れ議員らに「そこで言うたことは責任とらんか。一番いい落とし所は、3人が3人バッジ外すわけにはいかんけ、高瀬議員あんたが責任取って、どうせ来年4月は選挙やけんが。一回どこかでけじめをつけないかん。バッジもっていかな」と脅しとも取れる発言をした。同市議の佐藤俊一は「基本的には脅迫ですよね。ゴミ処理施設等に関わればこういうのが来る」と取材に答えている[20]。
  - なお、2023年4月まで田川市長だった二場公人は永原の義理の弟である[21]。
  - RKB毎日放送は、2023年に行われた田川市長選挙に、田川市議の村上卓哉が立候補した理由について、永原が市政に介入していることへの反発が背景にあると報じた。ごみ処理施設問題を議論する田川市議会の委員会を、永原は二場の後ろで傍聴していたという[21]。

## 地域

### 人口
| |                                        |  |
| 大任町と全国の年齢別人口分布（2005年） | 大任町の年齢・男女別人口分布（2005年） |  |
| ■紫色 ― 大任町 ■緑色 ― 日本全国 | ■青色 ― 男性 ■赤色 ― 女性              |  |
| 大任町（に相当する地域）の人口の推移 \| 1970年（昭和45年） \| 6,256人 \| \| \| 1975年（昭和50年） \| 6,440人 \| \| \| 1980年（昭和55年） \| 6,653人 \| \| \| 1985年（昭和60年） \| 6,943人 \| \| \| 1990年（平成2年） \| 6,628人 \| \| \| 1995年（平成7年） \| 6,196人 \| \| \| 2000年（平成12年） \| 5,943人 \| \| \| 2005年（平成17年） \| 5,741人 \| \| \| 2010年（平成22年） \| 5,503人 \| \| \| 2015年（平成27年） \| 5,176人 \| \| \| 2020年（令和2年） \| 5,008人 \| \| |                                        |  |
| 総務省統計局 国勢調査より |                                        |  |
| 1970年（昭和45年） | 6,256人                                |  |
| 1975年（昭和50年） | 6,440人                                |  |
| 1980年（昭和55年） | 6,653人                                |  |
| 1985年（昭和60年） | 6,943人                                |  |
| 1990年（平成2年） | 6,628人                                |  |
| 1995年（平成7年） | 6,196人                                |  |
| 2000年（平成12年） | 5,943人                                |  |
| 2005年（平成17年） | 5,741人                                |  |
| 2010年（平成22年） | 5,503人                                |  |
| 2015年（平成27年） | 5,176人                                |  |
| 2020年（令和2年） | 5,008人                                |  |

### 教育

#### 小・中学校
大任町立
- 大任中学校
- 大任小学校
- 今任小学校

### 地名
- 今任原
  - 池本、柿原町営住宅、上今任、上峰、桑原、皿山、下今任、玉川、道善、日豊、富士見ケ丘、不動、峰、向田
- 大行事
  - 秋永、安高、梅田、大峰、小林、柿原、上元松、熊本、幸神町、小峰、島台、下伊原、下元松、成光、成光町営住宅、西白土、根床、灰ノ木、万才町、東伊原、東白土、東白土団地、福田、森山、安永

## 経済

### 産業
- 他の筑豊の市町村と同様、かつては炭鉱が町の経済を支えていたが現在ではすべて閉山しており、跡地を工業団地として再利用することで再生を図っている。
- 町を南北に縦断する彦山川ではしじみが自生しており、町では「しじみ育成保護条例」を制定して保護にあたっている。町はしじみを環境保護と町おこしのシンボルとしており[22]、町のキャッチフレーズを「花としじみの里」[23]と定めるほか、町のマスコットキャラクターとして「しじみの大ちゃん・花ちゃん」が活動している[24]。
- 国道322号線に隣接する道の駅おおとう桜街道が2010年10月にオープンした。

## 交通

### 空港
- 最寄り空港は福岡空港・北九州空港。

### 鉄道
町内には鉄道路線は通っていない。隣接する市町村にある田川伊田駅（田川市）・勾金駅（香春町）・柿下温泉口駅・添田駅・赤駅などが最寄り鉄道駅となる。ただし町へのバスが発着する駅は田川伊田駅のみである。
1915年から1985年までは香春駅（香春町）と添田駅（添田町）を結ぶ添田線が通っており、町内に大任駅・今任駅の2駅があった。ほかに、大任駅を経由し油須原駅（赤村）と豊前川崎駅を結ぶ油須原線が計画・建設されたが、1980年に工事が凍結され開業することなく終わった。町の南端部には同線の一部として建設された彦山川橋梁が現在でも残っている。

### バス路線
2011年4月1日よりコミュニティバスが運行されている。彦山川右岸部の県道34・52号線、左岸付近の県道453号線を通り、町内各集落と町役場・レインボーホールなどの施設、また町の最寄り鉄道駅である田川伊田駅との間を結ぶ。全区間無料で、利用者の限定はなく年中無休で運行し、誰でも利用できる。
- 伊田駅 - 下今任 - 今任 - 六本松 - 上今任 - 海洋センター - 役場口 - 梅田 - 大行事橋 - 小林 - 福田 - 西白土 - 秋永 - 島台 - 安永 - 狐塚

ほかに町内各地と添田駅を巡回する町内巡回バスがあるが、町民以外は利用できない。
かつては西鉄バス（西鉄バス筑豊）が大任町内各地に路線バスを運行していたが、2011年3月31日限りで大任町の県道34・52号線を経由し田川市と添田町を結ぶ路線が廃止された（翌日より上記コミュニティバスに代替）のを最後にすべての路線が消滅した。

### 道路

#### 高速道路
町内にはいかなる形態の高速道路・自動車専用道路も通っていない。最寄りインターチェンジは以下の通り。
E3 九州自動車道
- (3) 小倉南インターチェンジ
- (4) 八幡インターチェンジ

E10 東九州自動車道
- (2) 行橋インターチェンジ
- (2-1) 今川スマートインターチェンジ
- (3) みやこ豊津インターチェンジ

#### 一般道路（国道・県道）
- 国道322号 - 一般国道
- 福岡県道34号行橋添田線 - 主要地方道
- 福岡県道52号八女香春線 - 主要地方道
- 福岡県道422号川崎大行事線
- 福岡県道453号庄伊田線
- 福岡県道455号今任原伊田線

## 名所・旧跡・観光スポット・祭事・催事
- 自然の森キャンプ場
- 建徳寺古墳公園
- 大任町交通公園（旧添田線大任駅跡）
- 道の駅おおとう桜街道 - 県道52号沿いにある道の駅

## 大任町出身の著名人
- 大友淑江（社会福祉法人創設者、歌人）
- 小峠英二（バイきんぐ）
- 崎山克治（衆議院議員）
- 髙山凌（元プロ野球選手）